# Johannes Müller Argoviensis
Johannes Müller, noto anche con lo pseudonimo di Argoviensis o con l'abbreviazione Müll.Arg. (Teufenthal, 9 maggio 1828 – Ginevra, 28 gennaio 1896), è stato un botanico svizzero.

## Biografia
Argoviensis è autore di monografie sulle Resedaceae, le Apocynaceae e le Euphorbiaceae nell'opera di Augustin Pyrame de Candolle (1778-1841) Prodromus systematis naturalis regni vegetabilis e in quella di Carl Friedrich Philipp von Martius (1794-1868) Flora brasiliensis. Era soprattutto uno specialista nella classificazione dei Licheni.

## Abbreviazione botanici
| Müll.Arg. è l'abbreviazione standard utilizzata per le piante descritte da Johannes Müller Argoviensis. Consulta l'elenco delle piante assegnate a questo autore dall'IPNI. |